# しぶちん
『しぶちん』は、山崎豊子の短編小説、及びそれを表題とした短編集。短編集は1959年2月に中央公論社から単行本が刊行され、1965年に新潮文庫版が刊行された（2005年に新装版が刊行されている）。「しぶ万」とあだ名されるほどの節約家である大阪船場材木問屋主人の山田万治郎の吝嗇ぶりと独特の金銭哲学を描いた作品。

## 概要
「しぶちん」とは大阪弁でケチン坊という意味である。現在までに、『船場狂い』『持参金』『しぶちん』『遺留品』が『山崎豊子短編集』として1959年3月に、また、『しぶちん』が『文芸劇場』枠で1962年、『船場ぐるい』が『ポーラ名作劇場』枠で1963年にドラマ化されている。

## 収録作品
- 船場狂い（1958年8月『別冊文藝春秋』）
- 死亡記事（1958年『小説新潮』10月号）
- 持参金（1958年『オール読物』8月号）
- しぶちん（1959年1月『サンデー毎日・特別号』）
- 遺留品（1958年12月『別冊文藝春秋』）

## テレビドラマ

### 山崎豊子短編集
KRテレビ（現:TBSテレビ）の『サンヨーテレビ劇場』枠にて、1959年3月6日 - 同年3月27日の金曜22:00 - 22:45に放送。全4回でいずれも三洋電機の一社提供。森光子のみ、全4回共出演している。
| 放送日時 | サブタイトル | キャスト                                        | キャスト | スタッフ           | 原作     |
| -------- | ------------ | ----------------------------------------------- | -------- | ------------------ | -------- |
| 3月6日   | 遺留品       | 十朱久雄 津島恵子 夏川静江（夏川静枝） ほか     | 森光子   | 脚本:茂木草介 ほか | 山崎豊子 |
| 3月13日  | しぶちん     | 多々良純 阪東寿之助 ほか                        | 森光子   | 脚本:田中澄江 ほか | 山崎豊子 |
| 3月20日  | 持参金       | 金子信雄 十朱久雄 沢村国太郎（澤村國太郎） ほか | 森光子   | 脚本:若尾徳平 ほか | 山崎豊子 |
| 3月27日  | 船場狂い     | 三益愛子 千秋みつる 沢村敏子 ほか               | 森光子   | 脚本:依田義賢 ほか | 山崎豊子 |

### 文芸劇場「しぶちん」
NHKで、文芸劇場枠で1962年3月30日に金曜20:00～21:00に放送。第25回目にあたる作品である。全1回。
キャスト
- 多々良純
- 福田公子
- 荒木雅子
- 谷口完
- 松岡与志雄
- 武周暢
- 遠藤辰雄
- 中畑道子
- 端田宏三

ほか
スタッフ
- 脚本:茂木草介

ほか

### ポーラ名作劇場「船場ぐるい」
NETテレビ（現:テレビ朝日）で、ポーラ名作劇場枠で1963年6月10日に月曜22:00～23:00に放送。全1回。
キャスト
- ミヤコ蝶々
- 花柳武始
- 加茂さくら
- 中村あやめ

ほか
- 脚本:小田和生

ほか

## その他
- 本短編集の中で、一度も映像化されていないのは「死亡記事」だけである。

## 出版
- 単行本
  - 『しぶちん』（1959年2月、中央公論社）
- 文庫
  - 『しぶちん』（1965年、新潮社）
  - 『しぶちん（新装版）』（2005年、新潮社）※活字が大幅に拡大。
- 全集
  - 『山崎豊子全作品』第1巻（1985年、新潮社）
収録作品：「しぶちん」「暖簾」「花のれん」「船場狂い」「持参金」「死亡記事」「遺留品」「へんねし」「醜男」「晴着」
  - 『山崎豊子全集』
    - 第1巻（2003年、新潮社）
収録作品：「暖簾」「花のれん」「船場狂い」「持参金」「遺留品」「しぶちん」
    - 第9巻（2004年、新潮社）
収録作品：「ムッシュ・クラタ」「死亡記事」「仮装集団」

## 新潮CD
- しぶちん 朗読:橋爪功（2008年、新潮社）
- 船場狂い 朗読:安奈淳（2008年、新潮社）